# Kōsei Tajiri
Kōsei Tajiri (japanisch 田尻 康晴 Tajiri Kōsei; * 27. Juni 2001 in Kumamoto, Präfektur Kumamoto) ist ein ehemaliger japanischer Fußballspieler.

## Karriere
Kōsei Tajiri erlernte das Fußballspielen in den Jugendmannschaften von Asfida Kumamoto, Blaze Kumamoto und Roasso Kumamoto. Bei Roasso unterschrieb er im Januar 2020 auch seinen ersten Profivertrag. Der Verein, der in der Präfektur Kumamoto beheimatet ist, spielte in der dritten japanischen Liga, der J3 League. Sein Drittligadebüt gab Kōsei Tajiri am 20. März 2021 (2. Spieltag) im Heimspiel gegen den Kagoshima United FC. Hier wurde er in der 89. Minute für Shūichi Sakai eingewechselt. 2021 feierte er mit Kumamoto die Meisterschaft der dritten Liga und den Aufstieg in die zweite Liga. Im Februar 2022 wechselte er auf Leihbasis zum Viertligisten Kōchi United SC. Hier bestritt er 30 Ligaspiele. Nach der Ausleihe wurde er im Februar 2023 fest von Kōchi unter Vertrag genommen. Am Ende der Saison 2024 wurde er mit dem Verein Vizemeister und qualifizierte sich für die Aufstiegsspiele zur dritten Liga. Hier konnte man sich gegen den Drittligisten YSCC Yokohama durchsetzen und stieg somit in die dritte Liga auf. Nach dem Aufstieg beendete er seine Karriere als Fußballspieler.

## Erfolge
Roasso Kumamoto
- Japanischer Drittligameister: 2021  ▲

Kōchi United SC
- Japanischer Viertligavizemeister: 2024  ▲